# Darlington (Missouri)
Darlington – wieś w hrabstwie Gentry, w stanie Missouri, w Stanach Zjednoczonych. Według danych z 2010 roku Darlington zamieszkiwało 121 osób.